# Harry Kim
Chorąży Harry Kim – fikcyjna postać, bohater serialu Star Trek: Voyager. Harry Kim pełni rolę Oficera Operacyjnego oraz łącznościowca na okręcie Gwiezdnej Floty – Voyager NCC-74656. Gra go Chiński aktor – Garrett Wang.

## Życiorys
Przy pierwszej styczności Federacji z Akritirianami został przez nich osadzony w więzieniu.